# Xestia infantilis
Xestia infantilis là một loài bướm đêm trong họ Noctuidae.